# Jacob Algera
Jacob Algera (Wirdum, 28 maart 1902 – Den Haag, 8 december 1966) was een Nederlands politicus en politiek bestuurder.

## Leven en werk
Algera studeerde rechten aan de universiteit van Groningen. Na zijn studie was Algera van 1933 tot 1937 werkzaam bij de Provinciale Bibliotheek van Friesland te Leeuwarden. Hij was politiek actief binnen de ARP en behoorde kerkelijk tot de Gereformeerde Kerken in Nederland. Van 1935 tot 1941 was hij lid van de gemeenteraad van Leeuwarden. Tijdens de Tweede Wereldoorlog is hij in meerdere gijzelaarskampen geïnterneerd geweest. Na de Tweede Wereldoorlog was hij in 1945 en 1946 waarnemend burgemeester van Leeuwarden. Van 1937 tot 1952 was Algera lid van de Tweede Kamer en van 1946 tot 1952 lid van Gedeputeerde Staten van Friesland.
In het Kabinet-Drees II en III was Algera minister van Verkeer en Waterstaat. Gedurende zijn ambtsperiode als minister vond in februari 1953 de Watersnood plaats en was Algera betrokken bij de totstandkoming van de Deltawet in 1958. Het eerstvoltooide deltawerk, de Algerabrug over de Hollandse IJssel, werd naar hem vernoemd. Ook is er een straat naar hem vernoemd, de Jacob Algerasingel in zijn geboortedorp Wirdum in Friesland. Vanwege zijn gezondheid trad hij - na het aanvaarden van de Deltawet - in 1958 af. In dat jaar werd hij benoemd tot lid van de Raad van State. Van 1961 tot 1965 was hij bestuurder van de Vrije Universiteit te Amsterdam.
Algera trouwde in augustus 1928 te Stiens met Froukje Wijnia. Hij overleed in december 1966 op 64-jarige leeftijd in Den Haag. Algera was Grootofficier in de Orde van Oranje-Nassau.
- Biografisch Portaal: 81526442
- International Standard Name Identifier: 0000 0003 9602 2417
- Nederlandse Thesaurus van Auteursnamen: 190881607
- Parlement.com: vg09lkxccsz7
- Virtual International Authority File: 290876467
- WorldCat: E39PBJrChtFKFhpqJ7JWtpqbBP